# Marc Anderson

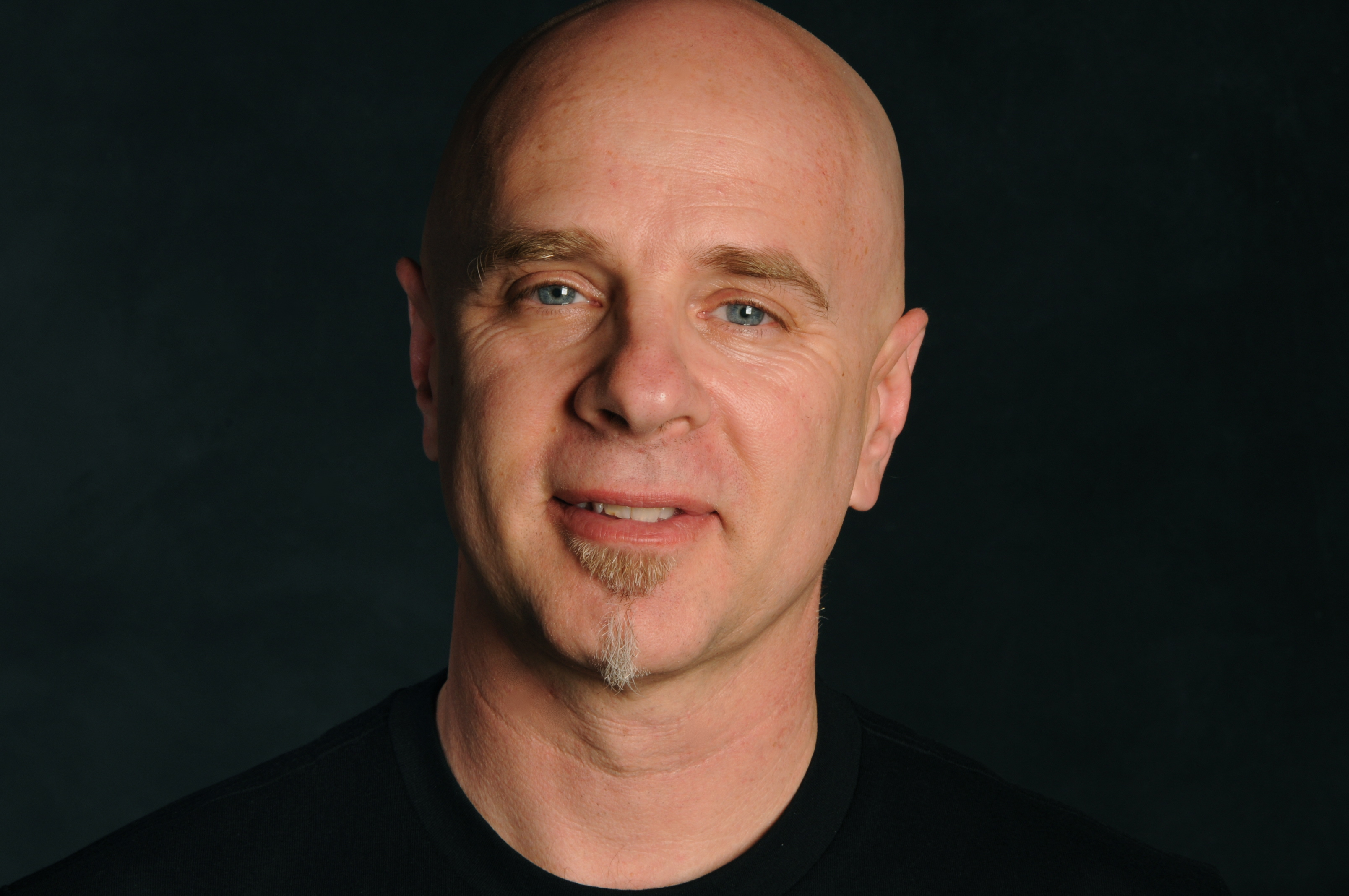
Marc Anderson, 2010

Marc Dennis Anderson (* 9. Dezember 1955) ist ein amerikanischer Perkussionist und Musikethnologe. Er wurde insbesondere aufgrund seiner Zusammenarbeit mit Steve Tibbetts international bekannt.
Anderson ist seit 1980 an zahlreichen Produktionen von Steve Tibbetts beteiligt. Er arbeitete zudem mit Künstlern wie Bradley Joseph, Butch Morris, Don Cherry, Max Roach, Taj Mahal, Minnesota Orchestra, Robert Fripp, David Sylvian, Choying Drolma und Altan. Von 2009 bis 2016 war er der Perkussionist der Celtic-Rock-Band Boiled in Lead aus Minneapolis. Tom Lord verzeichnet seit 1980 alleine im Bereich des Jazz 44 Aufnahmen; insgesamt ist er an mehr als 300 Produktionen von Tonträgern beteiligt.
Anderson studierte traditionelles Trommeln in Ghana, China und Brasilien. Zudem wurde er in Perkussionsstilen aus Indien, dem Mittleren Osten und Haiti von Lehrern in den USA unterwiesen. Er ist außerordentlicher Professor an der Anthropologischen Fakultät der Hamline University in Saint Paul (Minnesota).

## Diskographische Hinweise
- Time Fish (1994, East Side Digital Records)
- Ruby (2000, Innova Records)